# Miu Hirano
Miu Hirano (平野 美宇, Hirano Miu, née le 14 avril 2000) est une pongiste japonaise.
Elle a remporté le titre en simple lors des Championnats d'Asie en 2017, et la Coupe du monde de tennis de table en 2016, étant à 16 ans la première japonaise et la plus jeune joueuse à avoir remporté ce titre à ce jour.
Elle a été n°1 en juniors, et a été classée n°5 mondiale en seniors.

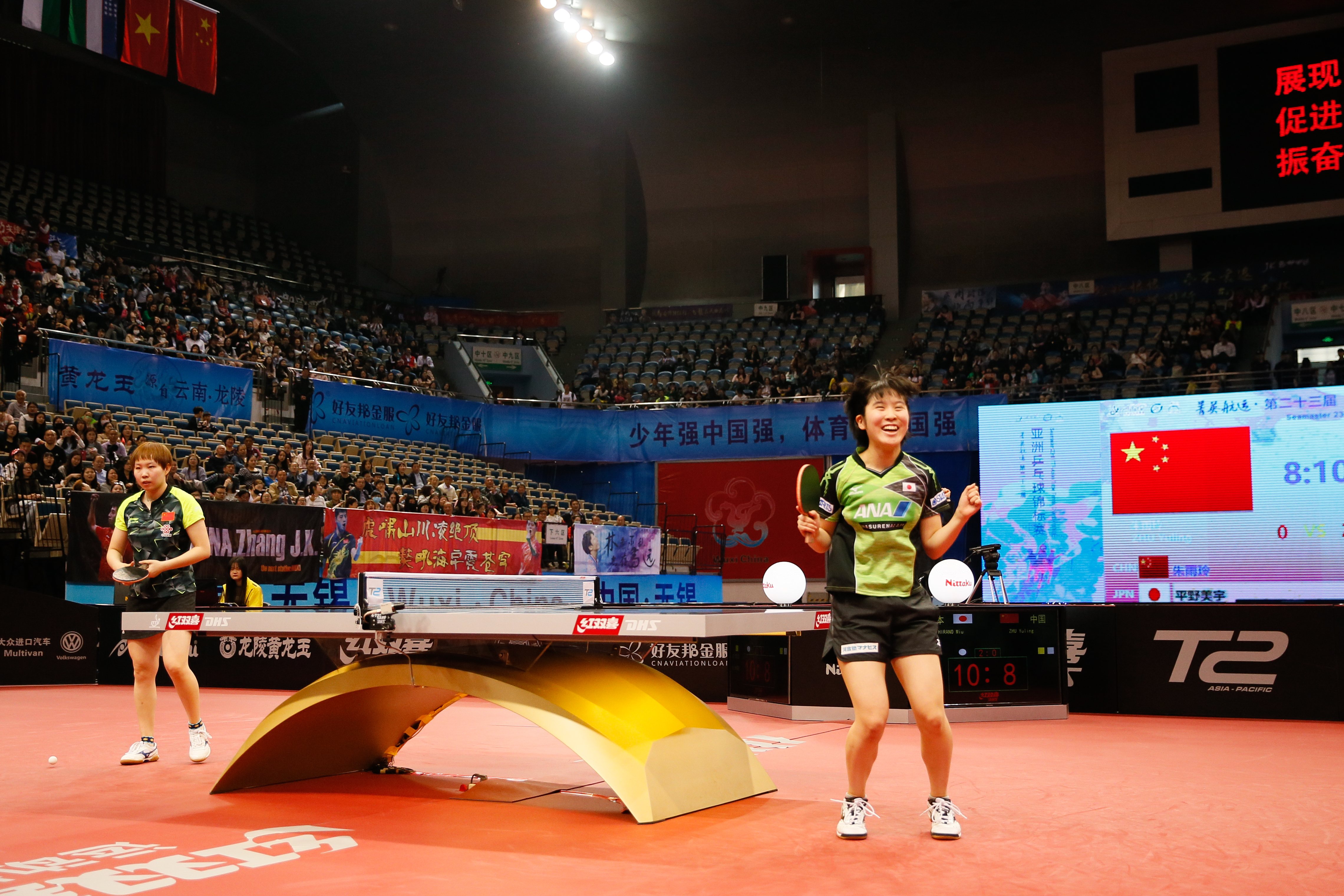
Miu Hirano lors de sa victoire contre la n°1 mondiale Zhu Yuling en demi-finales en 2017.